# Papyrus 118
Papyrus 118 (nach Gregory-Aland mit Sigel {\displaystyle {\mathfrak {P}}}118 bezeichnet) ist eine frühe griechische Abschrift des Neuen Testaments. Dieses Papyrusmanuskript enthält Teile des Römerbriefes. Der verbleibende Text besteht nur aus schlecht erhaltenen Fragmenten und umfasst die Verse 15,26–27.32–33; 16,1.4–7.11–12. Mittels Paläographie wurde es vom INTF auf das 3. Jahrhundert datiert.
Der Umfang der Handschrift ist zu gering, um ihn in eine Kategorie der biblischen Handschriften einzuordnen. Das Manuskript wird im Institut für Altertumskunde der Universität Köln unter der Inventarnummer 10311 aufbewahrt.

## Abbildungen
- Scan in der Kölner Papyrus-sammlung
- {\displaystyle {\mathfrak {P}}}118 recto, Fragment von Römer 15,26–27.32–33
- {\displaystyle {\mathfrak {P}}}118 verso, Fragment von Römer 16,1.4–7.11–12